# NGC 1389
NGC 1389 je galaksija u zviježđu Eridan.

## Vanjske poveznice
- SEDS: NGC 1389